# Cynoglossum amabile
Cynoglosse aimable, Cynoglosse gracieuse
Espèce
La Cynoglosse aimable ou Cynoglosse gracieuse (Cynoglossum amabile) est une espèce de plantes de la famille des Boraginacées originaire de Chine.